# CP-brott

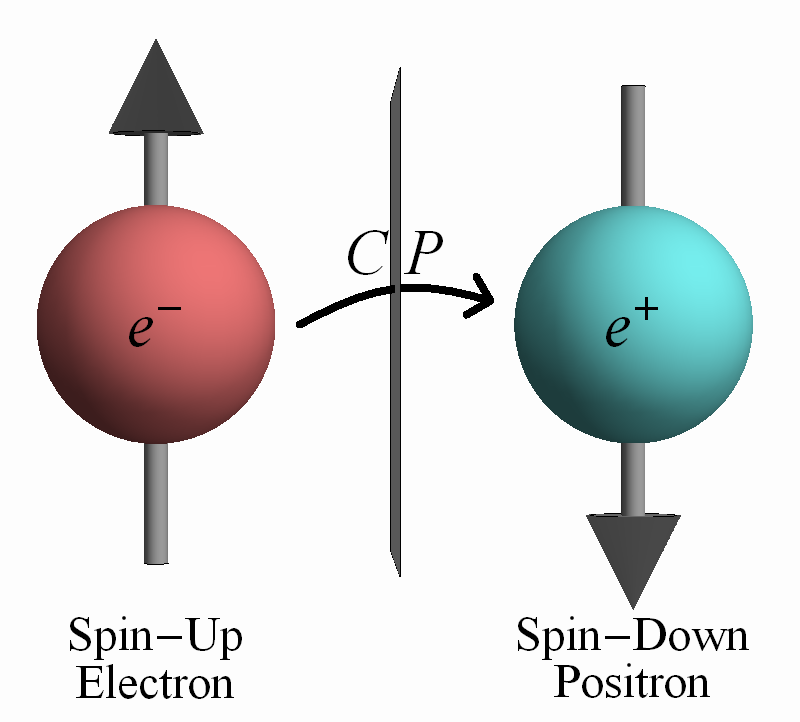
Genom CP-transformation genereras en spegelbild där laddning och paritet ombytes. I detta exempel blir en spin-upp elektron till en spin-ner positron och vice versa. Enligt CP-symmetrin ska varje spegelbild fungera på samma sätt, men denna bryts under vissa omständigheter och ett CP-brott har då uppstått.

CP-brott är inom partikelfysiken ett brott mot den inom fysiken före detta postulerade CP-symmetrin. Detta spelar en viktig roll inom de kosmologiska teorier som försöker förklara, varför vi har mera materia än antimateria i universum. Upptäckten av CP-brott 1964, hos neutrala kaoner, resulterade i nobelpriset i fysik 1980 till dess upptäckare James Cronin och Val Fitch. Studien av CP-brott är fortfarande ett viktigt område inom teoretisk och experimentell forskning.
CP-symmetrin är produkten av två symmetrier: C för laddningskonjugering (engelska: charge conjugation), vilket transformerar mellan partiklar och antipartiklar, och P för paritet, vilket skapar en spegelbild av det fysiska systemet. Idén är att om man spegelvänder ett system och samtidigt byter ut plus- och minus-laddningar med varandra, så kommer systemet fungera precis likadant som tidigare. 
Stark växelverkan och elektromagnetisk växelverkan verkar vara invariant hos kombinerad CP-transformering. Däremot stämmer inte detta med svag växelverkan, som ibland bryter denna symmetri.